# محمد قاسم ماجد
محمد قاسم ماجد لاعب كرة قدم عراقي، يلعب حاليًا في الدوري العراقي الممتاز لصالح النجف العراقي ويلعب أيضًا في المنتخب الوطني العراقي
حقق لقب كأس الاتحاد الآسيوي مع نادي القوة الجوية عام 2018

## إحصائيات
آخر تحديث 5 كانون الأول 2019.
| منتخب العراق | منتخب العراق | منتخب العراق | منتخب العراق |
| السنة        | المباريات    | الأهداف      |              |
| ------------ | ------------ | ------------ | ------------ |
| 2019         | 6            | 2            |              |
| المجموع      | 6            | 2            |              |

### الاهداف الدولية مع المنتخب
| #  | التاريخ              | المكان العراق              | الخصم | عدد الاهدف البطل | النتيجة | المناسبة   |
| -- | -------------------- | -------------------------- | ----- | ---------------- | ------- | ---------- |
| 1. | 26 تشرين الثاني 2019 | استاد خليفة الدولي، الدوحة | قطر   | 1–0              | 2–1     | كأس الخليج |
| 2. | 26 تشرين الثاني 2019 | استاد خليفة الدولي، الدوحة | قطر   | 2–0              | 2–1     | كأس الخليج |

## روابط خارجية
- محمد قاسم ماجد على موقع إي إس بي إن إف سي (الإنجليزية)
- محمد قاسم ماجد على موقع قاعدة بيانات كرة القدم.إي يو (الإنجليزية)
- محمد قاسم ماجد على موقع ناشيونال فوتبول تيمز (الإنجليزية)
- محمد قاسم ماجد على موقع Soccerway.com (الإنجليزية)
- محمد قاسم ماجد على موقع عالم كرة القدم.نت (الإنجليزية)